# Luis Guilherme
Pour les articles homonymes, voir Guilherme.
Luis Guilherme Lira dos Santos, plus simplement connu sous le nom de Luis Guilherme, né le 9 février 2006 à Aracaju, est un footballeur brésilien qui joue au poste d'attaquant au West Ham United.

## Biographie

### Carrière en club
Né à Aracaju au Brésil, Luis Guilherme est formé par au SE Palmeiras,.
Il signe son premier contrat professionnel avec le club en juin 2022.
Le 23 juin 2024, il quitte le club brésilien et rejoint officiellement l'Europe et le West Ham United qui évolue en Premier League pour un contrat de cinq ans.

### Carrière en sélection
Le 8 décembre 2022, il est convoqué par Ramon Menezes pour le Championnat d'Amérique du Sud des moins de 20 ans qui a lieu début 2023,.
Le Brésil remporte le championnat pour la première fois en 12 ans, après avoir battu l'Uruguay, son dauphin, lors de la dernière journée,.

## Palmarès
Brésil -20 ans
- Championnat d'Amérique du Sud
  - Champion en 2023